# Odwrotny agonista

Diagram pokazujący sposób i natężenie odpowiedzi w zależności od rodzaju substancji chemicznej i jej stężenia (full agonist – pełny agonista; partial agonist – częściowy agonista; neutral antagonist – neutralny antagonista; inverse agonist – odwrotny agonista)

Odwrotny agonista – substancja hamująca konstytutywną aktywność receptora. W farmakologii nazwą tą określa się czynnik, który przyłącza się do tej samej części receptora co agonista, ale wywołuje odwrotny efekt. Z kolei antagonista danego receptora znosi działanie zarówno agonistów, jak i odwrotnych agonistów, o ile zostanie podany w odpowiedniej dawce.
Receptory, które wykazują podstawową aktywność, mogą być pobudzane przez agonisty, przez co zwiększają dodatkowo swoją odpowiedź, albo ich aktywność podstawowa może być hamowana przez odwrotne agonisty.
Wyróżniamy częściowe i całkowite agonisty odwrotne. Całkowity odwrotny agonista hamuje całą aktywność receptora, natomiast częściowy odwrotny agonista zmniejsza tę aktywność, ale nie zatrzymuje jej całkowicie.
Wiele leków potocznie nazywanych antagonistami konkretnych receptorów to w rzeczywistości odwrotne agonisty, na przykład:
- hydroksyzyna i inne popularne antagonisty receptora H1[3]
- naltrekson (antagonista receptorów opioidowych)
- czynnik Ro15-4513.